# Przejrzeć Harry’ego
Przejrzeć Harry’ego (ang. Deconstructing Harry) – amerykańska komedia filmowa z 1997 roku.

## Główne role
- Woody Allen – Harry Block
- Billy Crystal – Larry
- Judy Davis – Lucy
- Julia Louis-Dreyfus – Leslie
- Kirstie Alley – Joan
- Mariel Hemingway – Beth Kramer
- Julie Kavner – Grace[2]
- Demi Moore – Helen
- Elisabeth Shue – Fay
- Stanley Tucci – Paul Epstein
- Tobey Maguire – Harvey Stern
- Paul Giamatti – profesor Abbott

i inni